# Воларице
Воларице су насељено мјесто у саставу града Сења у Личко-сењској жупанији, Република Хрватска.

## Географија
Налазе се око 23 км јужно од Сења.

## Становништво
Насеље је на попису становништва из 2011. године имало 86 становника.

## Попис1991.
На попису становништва 1991. године, Воларице су имале 194 становника, сљедећег националног састава:
| Попис 1991.‍ | Попис 1991.‍ | Попис 1991.‍ | Попис 1991.‍ | Попис 1991.‍ |
| ----------- | ----------- | ----------- | ----------- | ----------- |
|             |             |             |             |             |
| Хрвати      | Хрвати      |             | 184         | 94,84%      |
| Срби        | Срби        |             | 1           | 0,52%       |
| остали      | остали      |             | 9           | 4,64%       |
| укупно: 194 |             |             |             |             |